# Phalodi
Phalodi (en hindi : फलोदी) est une petite ville dans l'état du Rajasthan (Inde).
Phalodi est appelée la « ville du sel » en raison de la concentration d'un grand nombre d'industries de sel situées dans la région. Phalodi est dans la zone tampon du désert du Thar et souvent soumis à des conditions extrêmes de températures dues au climat aride. Il détient le record de la température la plus élevée enregistrée vérifiée en Inde à 51,0 °C, le 19 mai 2016.

## Transports
La gare de Phalodi, Railways Station, de la ligne entre New Delhi (610 km), Jaisalmer (157 km) et Jodhpur (127 km).